# 王聰松
王聰松（1943年10月19日—2009年3月2日），是一名中華民國（台灣）政治人物，曾代表民主進步黨在工人團體當選為第一屆第五、六次增額立法委員。

## 生平
在國會全面改選時，因職業團體選區取消，王聰松於其家鄉南投縣參選區域立委，受到當時的縣黨部主委林宗男輔選，而當時林宗男與彭百顯因為提名問題爭執不休，林宗男甚至在競選期間放出對彭不利的負面文宣，最後民進黨在南投縣僅彭百顯當選，王聰松僅獲四千多票落選，而彭、林兩人也種下南投縣泛綠政黨「惡鬥」的種子，在往後的縣長、縣議員選舉與第三屆立法委員選舉，許榮淑與蔡煌瑯更是分別捲進了惡鬥。
王聰松又於2002年代表民進黨參與南投市長選舉，僅獲得4,575票，之後淡出政治圈，膝下育有兩女一男。
王聰松於2009年因肝癌於草屯去世。

## 爭議事件

### 水槍噴院長
1990年9月25日上午的立法院會議時，民進黨立委霸佔發言台並輪番在台上抗議行政院與立法院的國民黨立委聯合擋下了《勞基法》第84條修正案，使的行政院長郝柏村沒辦法上發言台做施政報告。
而當立法院院長梁肅戎想要強行表決時，正好輪到了王聰松發言，於是王聰松提著一口牛皮紙袋往發言台後，從紙袋中取出一個氣壓澆花壺向院長噴水，台下的議事人員見狀嚇得往旁邊閃躲，院長直接動用警察權將王聰松趕出去，警察卻又被其他的民進黨立委攔住。
王聰松又朝著院長噴水第二次後，國民黨立委也被惹毛了，紛紛衝向台下與議事人員對著民進黨立委互相叫罵，使議場大廳亂成一團，王聰松則在趁亂之際跑回到自己的座位上坐著，如同若無其事一般，最後在主席台上一陣錯愕的梁肅戎，則氣的大罵要將王聰松送交紀律委員會懲處。

### 立法院燒大衣
1991年2月26日時，第一屆立法院第八十七會期的開議第一天上午，王聰松於議事中間休息的時候，提著一個手提箱走上發言台，試圖在發言台上用火柴點燃皮箱，打算縱火焚燒主席台，被國民黨立委謝深山發覺上前阻止並將皮箱蓋上滅火，議事人員檢查皮箱後發現手提箱裡面有一件用塑膠袋裝著的、浸泡去漬油的西裝，而塑膠袋則被燒穿了一個洞，由於此舉險些引起火災，引起此事是否超出了立法委員「言論免責權」範圍的討論，三日後王聰松為此事道歉。
而由於王聰松在會議前曾公開表示「若立法院退職問題無法解決，不如把立法院燒了」，因此事後被司法機關與臺北地檢署以放火未遂罪起訴。